# بسيج دي قراسيا
يعد بَسيج دي قْراسْيا أو بسيج دي غراسيا (بالإسبانية: Passeig de Gràcia)‏إحدى الطرق الرئيسية في برشلونة (كاتالونيا) وأحد أهم مناطق التسوق والأعمال، حيث يحتوي على العديد من أشهر المباني في المدينة. ويعد أغلى شارع في إسبانيا.